# Skabersjöby
Skabersjöby är kyrkbyn i Skabersjö socken och en småort i Svedala kommun, Skåne län.
Skabersjöby ligger norr om E65, medan Skabersjö slott ligger söder om motorvägen. På en höjd mellan byn och motorvägen ligger Skabersjö mölla, en gammal väderkvarn. 
Skabersjö kyrka ligger i byn, liksom den byggnadsminnesförklarade Skabersjöskolan, numera friskola.